# ジェームズ・キャグニー
ジェームズ・キャグニー（James Cagney, 1899年7月17日 - 1986年3月30日）は、アメリカ合衆国の俳優。本名ジェームズ・フランシス・キャグニー・ジュニア（James Francis Cagney Jr）。過去の日本では「ジェームス・キャグニー」という表記も使われた。
1930年代隆盛を誇ったギャング映画スターの一人であり、ヴォードヴィル出身であることから唄やダンスもこなした。小柄だが不敵な面構えときびきびとした早口によって強烈な印象を与え、活力に溢れた行動派キャラクターを多く演じて、大衆から広く親しまれた。

## 生涯

### 生い立ちと映画デビューまで
1899年、アイルランド系一家の次男としてニューヨークに生まれる。兄弟のうち2人は生後間もなく死亡し、キャグニー自身も幼少期は大変体が弱かった。
生活は貧しかったが「喧嘩っ早い父親としっかり者の母を中心に仲のいい幸せな家族であった」と後年キャグニー自身が回想している。コロンビア大学に入学したが、1918年に父がスペイン風邪のために死亡すると、彼は幼い弟妹を抱えた家計を助けるため、大学を中退しウェイターや図書館司書のアルバイトに勤しんだ。
当時から野球やボクシングに打ち込むスポーツ青年でもあった。特にボクシングでは、賞金が出る試合への出場を依頼されるなど、確かな腕をもっていたようである（ただし、この試合への出場は母の反対にあって断念した）。
その後、より高収入を得ようと芸人に転職。ヴォードヴィルやブロードウェイの舞台に出演していった。なお、彼の芸人としての初仕事は、『コーラスライン』の女性ダンサー役であった。1922年に所属していたヴォードヴィル一座の女優フランシス（愛称「ビル」）と結婚し、彼女と共に全米各地を巡業した。この時期には、同じく下積み生活をおくっていたケーリー・グラントとコンビを組んだこともある。
舞台『Sinner's Holiday』の主役に抜擢されたことから、俳優としての活動が本格的に始まった。この舞台がきっかけとなって、1930年に大手映画会社ワーナー・ブラザースに見出されて映画界入りし、同作の映画版で映画デビューをした。

### ギャング映画の隆盛とスターへの道
1920年代後半から、禁酒法の影響で蔓延していた密造酒の利権を巡ってアル・カポネに代表されるギャング達の抗争が新聞やラジオで連日報じられていた。そのような社会の動きに目をつけたのがキャグニーが所属したワーナー・ブラザースであった。同社はエドワード・G・ロビンソン主演の映画『犯罪王リコ』（1930年）を皮切りに、キャグニーやポール・ムニ、ジョージ・ラフトといった個性派の俳優達を起用して、数々のギャング映画を製作していった。
この流れからキャグニー主演で製作されたのが1931年の映画『民衆の敵』である。この作品でキャグニーは、酷薄かつ凶暴なギャングのトム・パワーズを見事に演じて大評判となり、一躍トップスターの仲間入りを果たす（劇中において、パワーズが食卓で情婦の顔に半切りのグレープフルーツを押し付けるシーンは、大変有名になった）。以後ギャング映画の主役の一人として冷酷非情なキャラクターを多く演じた。

### 様々なジャンルへの挑戦
『民衆の敵』によってギャングスターとしての地位を築いたキャグニーであったが、それに飽き足らず、コメディや西部劇など次々と新たなジャンルへ挑戦した。1933年の『フットライト・パレード』（使用楽曲「上海リル」が日本でもヒット）では、ヴォードヴィル時代に培ったダンスを披露し、1935年の『真夏の夜の夢』ではシェイクスピア、といった具合である。
1935年の終わりにはワーナーブラザーズを飛び出して弟と共に独立系映画制作会社「グランド・ナショナル・ピクチャーズ」を設立して『グレイト・ガイ』や『キャグニー ハリウッドに行く』を製作するが、興行的に振るわず失敗した。
1938年、再び古巣のワーナー社に戻ったキャグニーは『汚れた顔の天使』に出演した。この作品では処刑前にわざと臆病に振舞って、少年たちのギャングへの憧れを断ち切ろうとする男を演じ、これまでの冷酷非情なギャング役とは一味違ったキャラクターを評価されて、ニューヨーク批評家協会賞の男優賞を得て、映画の題名も本人の代名詞となった。その後もギャング映画『彼奴は顔役だ!』や西部劇『オクラホマ・キッド』、ロマンティック・コメディ『いちごブロンド』などで安定した人気を保っていく。その頃まだ無名だったハンフリー・ボガートは、キャグニー作品に悪役・敵役として頻出しており、キャグニーにしばしば「殺されて」いた。

### アカデミー賞受賞とその後の活躍
1942年にキャグニーは、「ブロードウェイの父」と呼ばれた作曲家兼俳優の興行師ジョージ・M・コーハンの伝記映画『ヤンキー・ドゥードゥル・ダンディ』に出演する。当初製作側のワーナーは、この役にフレッド・アステアを考えていたようだが、キャグニーはワーナーを説得してこの役を得、見事なダンスと歌を披露した。第一次世界大戦中の愛国心とアメリカン・スピリットを賞賛したこの映画は、第二次世界大戦中の世相とマッチして興行的にも大ヒットを記録しただけでなく、キャグニーに最初で最後のアカデミー主演男優賞とニューヨーク批評家協会の男優賞をもたらす事となった。
彼はこの映画を後の自伝で「最も好きな映画だった」（中でも、映画後半にホワイトハウスの階段を、タップを踏んで下りてくるシーンが一番のお気に入り）と語っており、ギャングスターとして名を馳せた彼自身がその自伝では自らを『Song & Dance man』と称している。
その後は演技派俳優としても活躍するようになる。ラオール・ウォルシュ監督の『白熱』（1949年）では、マザーコンプレックスで異常性格者の凶悪なギャングを演じたが、母親を仲間に殺され復讐のために脱獄し、ついには石油タンクに火を放って爆死するに至るまでの狂気すれすれな演技が観客を魅了する一方、その暴力描写の凄まじさは議論をよんだ。ただしキャグニー自身はこの作品の演技に満足できず、翌1950年の同種なギャング映画『明日に別れの接吻を』を最後に、ギャング映画から遠ざかる事になった。
その後のキャグニーのギャング演技としては、1920年代の大歌手ルース・エッティングの出世時代を描いた『情欲の悪魔』（1955年）で、愛人のルースを芸能界に売り込むため手練手管を繰り出した実在のギャング、マーティ・スナイダー役が挙げられる。ドリス・デイが演じたルースに執着するキャグニーの演技もまた強烈な執念を感じさせるもので、当時存命であったスナイダー本人からも賞賛されたという。
1950年代には他にも、軍隊物映画の『ミスタア・ロバーツ』『栄光何するものぞ』、怪奇映画の先駆的俳優ロン・チェイニーの伝記映画『千の顔を持つ男』など、多彩な作品で、主演・助演の別なく印象的な演技を見せた。
最後の映画主演は、ビリー・ワイルダー監督の風刺コメディ『ワン、ツー、スリー』（1961年）で、当時冷戦最前線の西ベルリンを舞台に、コカ・コーラ社社長令嬢が社会主義者のドイツ青年と恋に落ちたことで騒動に振り回されるコカ・コーラ西ベルリン支店長をコミカルに演じた。ワイルダーは撮影中、キャグニーが簡単な説明だけで監督の演出意図を素速く理解し、常に的確な演技を見せたことで、そのプロフェッショナルぶりに感嘆させられたことを、自叙伝で語っている。
1967年に『アリゾナの勇者』のナレーションを最後に引退を発表。その後は『ラグタイム』に特別出演して警察署長を演じた以外は、故郷ニューヨークのスタンフォードビルで50年以上連れ添った妻とともに悠々自適の生活を送っていた。1986年3月30日心臓発作のため死去。86歳。

## 主な出演作品
| 公開年 | 邦題 原題                                                    | 役名                                     | 備考                      |
| ------ | ------------------------------------------------------------ | ---------------------------------------- | ------------------------- |
| 1930   | 地獄の一丁目 The Doorway to Hell                             |                                          |                           |
| 1931   | 民衆の敵 The Public Enemy                                    | トム・パワーズ                           |                           |
| 1931   | 千萬長者 The Millionaire                                     | スコフィールド                           |                           |
| 1931   | 夜の大統領 Smart Money                                       | ジャック                                 |                           |
| 1931   | 腕の男 Blonde Crazy                                          | バート・ハリス                           |                           |
| 1932   | タクシー Taxi!                                               | マット・ノーラン                         |                           |
| 1932   | 群衆の喚呼 The Crowd Roars                                   | ジョー                                   |                           |
| 1932   | 拳闘のキャグネイ Winner Take All                             | ジミー                                   |                           |
| 1933   | 駄々ッ子キャグニー Picture Snatcher                          | ダニー・ケーン                           |                           |
| 1933   | 地獄の市長 The Mayor of Hell                                 | パッツィ                                 |                           |
| 1933   | フットライト・パレード Footlight Parade                      | チェスター・ケント                       |                           |
| 1933   | スター悩殺 Lady Killer                                       | ダン                                     |                           |
| 1934   | 偽物紳士 Jimmy the Gent                                      | ジミー・コリガン                         |                           |
| 1934   | 彼女の男 He Was Her Man                                      | フリッカー・ハインズ（ジェリー・アレン） |                           |
| 1934   | これがアメリカ艦隊 Here Comes the Navy                       | チェスティ・オコナー                     |                           |
| 1934   | 運ちゃん武勇伝 The St. Louis Kid                             | エディ・ケネディ                         |                           |
| 1935   | Gメン 'G' Men                                                | ブリック・デイヴィス                     |                           |
| 1935   | 頑張れキャグニー The Irish in Us                             | ダニー・オハラ                           |                           |
| 1935   | 真夏の夜の夢 A Midsummer Night's Dream                       | ボトム                                   |                           |
| 1935   | シスコ・キッド Frisco Kid                                    | バット・モーガン                         |                           |
| 1936   | 無限の青空 Ceiling Zero                                      | ディジー・デイヴィス                     |                           |
| 1936   | グレイト・ガイ Great Guy                                     | ジョニー・ケイヴ（レッド）               |                           |
| 1937   | キャグニー ハリウッドに行く Something to Sing About          | テレンス・ルーニー                       |                           |
| 1938   | 汚れた顔の天使 Angels with Dirty Faces                       | ロッキー                                 |                           |
| 1939   | オクラホマ・キッド The Oklahoma Kid                          | ジム・キンケイド                         |                           |
| 1939   | 我れ暁に死す Each Dawn I Die                                 | フランク・ロス                           |                           |
| 1939   | 彼奴は顔役だ! The Roaring Twenties                           | エディ・バートレット                     |                           |
| 1940   | 熱帯 Torrid Zone                                             | ニッキー                                 |                           |
| 1940   | 栄光の都 City for Conquest                                   | ダニー・ケニー                           |                           |
| 1941   | いちごブロンド The Strawberry Blonde                         | ビフ・グリムズ                           |                           |
| 1942   | 空軍の暴れん坊 Captains of the Clouds                        | ブライアン・マクリーン                   |                           |
| 1942   | ヤンキー・ドゥードゥル・ダンディ Yankee Doodle Dandy         | ジョージ                                 | アカデミー主演男優賞 受賞 |
| 1943   | キャグニイの新聞記者 Johnny Come Lately                      | トム・リチャーズ                         |                           |
| 1945   | 東京スパイ大作戦 Blood on the Sun                            | ニック・コンドン                         |                           |
| 1947   | 鮮血の情報 13 Rue Madeleine                                  | ロバート・エメット・シャーキー           |                           |
| 1949   | 白熱 White Heat                                              | コディ・ジャレット                       |                           |
| 1950   | 明日に別れの接吻を Kiss Tomorrow Goodbye                     | ラルフ                                   |                           |
| 1951   | 六年目の誘惑 Come Fill the Cup                               | ルー・マーシュ                           |                           |
| 1952   | 栄光何するものぞ What Price Glory                            | フラッグ                                 |                           |
| 1954   | 追われる男 Run for Cover                                     | マット                                   |                           |
| 1955   | 情欲の悪魔 Love Me or Leave Me                               | マーティン・スナイダー                   |                           |
| 1955   | エディ・フォイ物語 The Seven Little Foys                     | ジョージ・M・コーハン                    |                           |
| 1955   | ミスタア・ロバーツ Mister Roberts                            | モートン                                 |                           |
| 1956   | 悪人への貢物 Tribute to a Bad Man                            | ジェレミー                               |                           |
| 1957   | 千の顔を持つ男 Man of a Thousand Faces                       | ロン・チェイニー                         |                           |
| 1960   | 太平洋 紅に染まる時 山本元帥対ハルゼイ提督 The Gallant Hours | ウィリアム・ハルゼー・ジュニア           |                           |
| 1961   | ワン、ツー、スリー One, Two, Three                           | マクナマラ                               |                           |
| 1967   | アリゾナの勇者 Arizona Bushwhackers                          | ナレーション                             | クレジットなし            |
| 1981   | ラグタイム Ragtime                                           | ラインランダー・ウォルド                 |                           |
| 1984   | ファイター・ジョー・モラン Terrible Joe Moran                | ジョー・モラン                           |                           |

## 受賞歴

### アカデミー賞
受賞
1943年 アカデミー主演男優賞:『ヤンキー・ドゥードゥル・ダンディ』
ノミネート
1939年 アカデミー主演男優賞:『汚れた顔の天使』
1956年 アカデミー主演男優賞:『情欲の悪魔』

### ニューヨーク映画批評家協会賞
受賞
1939年 主演男優賞:『汚れた顔の天使』
1943年 主演男優賞:『ヤンキー・ドゥードゥル・ダンディ』

## 参照
1. ↑  Warren, page 4
2. ↑  Cagney, page 2
3. ↑  Flint, Peter (1986年3月31日). “James Cagney Is Dead at 86; Master of Pugnacious Grace”. New York Times 2007年11月1日閲覧。
4. ↑  McGilligan, page 16
5. ↑  McGilligan, page 15